# ريجي غروس
ريجي غروس (بالإنجليزية: Reggie Gross)‏ هو ملاكم محترف أمريكي يصنف ضمن فئة الوزن الثقيل.

## المسيرة الاحترافية
من نزالاته:
- خسر أمام دونوفان رودوك بالضربة الفنية القاضية (1988/06/27).
- خسر أمام أديلسون رودريغز (1987/10/11).
- خسر أمام فرانك برونو بالضربة الفنية القاضية (1987/08/30).
- خسر أمام مايك تايسون بالضربة الفنية القاضية (1986/06/13).
- انتصر على بيرت كوبر بالضربة الفنية القاضية (1986/01/31).
- خسر أمام جيسي فيرغسون بالضربة الفنية القاضية (1984/09/20).

## إحصائيات
خاض خلال مسيرته 26 نزالا، فاز في 18 وخسر في 8. فاز بالضربة القاضية في 14 نزالا.

## روابط خارجية
- ريجي غروس على موقع بوكس ريك (الإنجليزية) (registration required)